# Sur de Los Ángeles

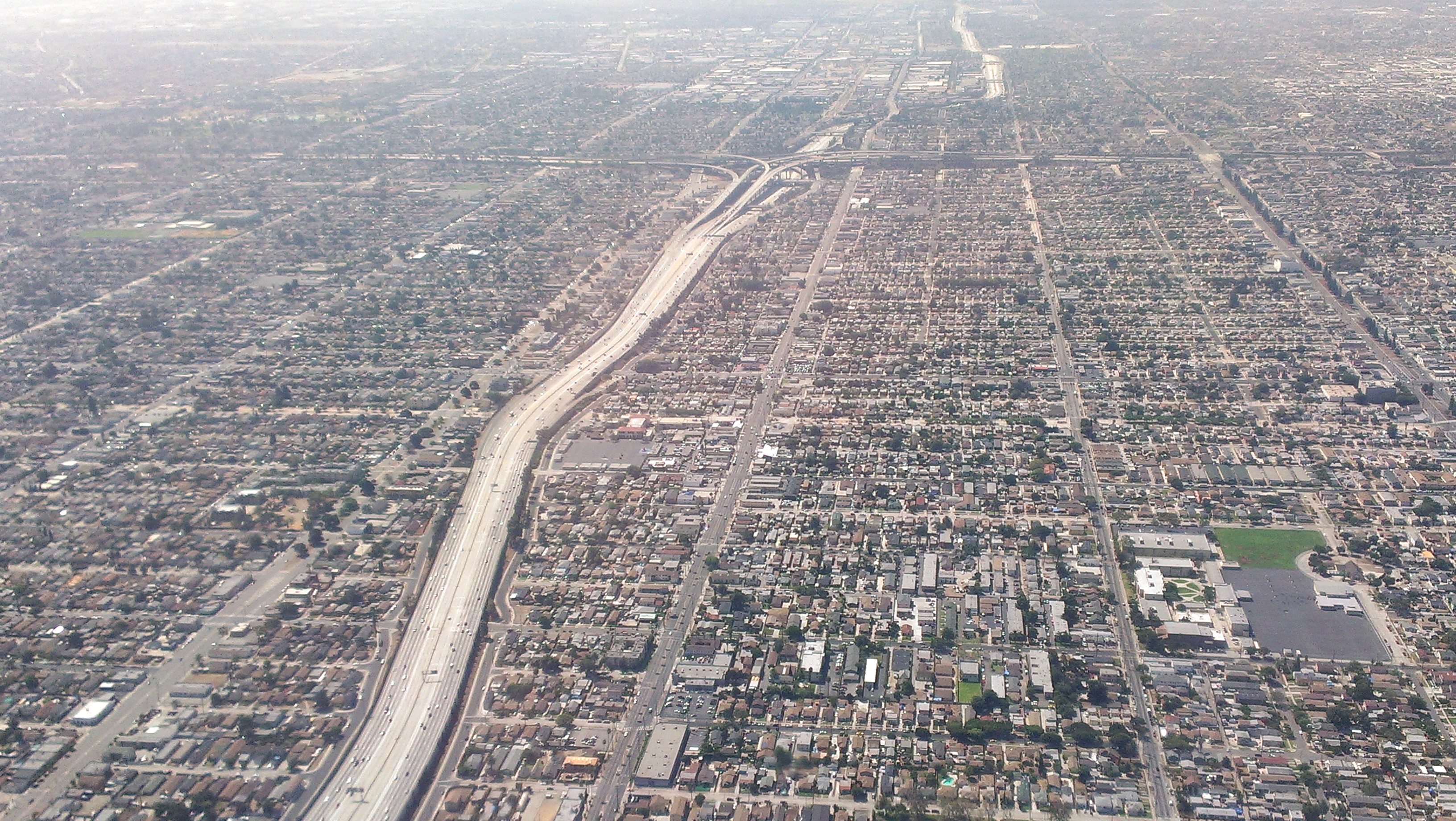
Vista aérea del área sur de Los Ángeles

South Los Angeles es una región en el sur del condado de Los Ángeles, California, Estados Unidos, y se encuentra principalmente dentro de los límites de la ciudad de Los Ángeles, California, justo al sur del centro de la ciudad. Según Los Angeles Times, el sur de Los Ángeles (anteriormente conocido como Sur-Central) se define en los mapas de la ciudad de Los Ángeles como un "rectángulo de 16 millas cuadradas con dos puntas en el extremo sur". En 2003, el ayuntamiento de Los Ángeles cambió el nombre del área a "Sur de Los Ángeles". Este nombre también puede referirse a un área más grande, de 51 millas cuadradas, que incluye otras zonas dentro de los límites de la ciudad de Los Ángeles, así como áreas no incorporadas en la parte sur del condado de Los Ángeles. Dependiendo de la fuente, el límite específico del sur de Los Ángeles puede diferir.